# Rezerwat przyrody Barnowiec
Rezerwat przyrody Barnowiec – rezerwat przyrody w miejscowości Barnowiec w gminie Łabowa w powiecie nowosądeckim w województwie małopolskim. Znajduje się na wschodnich stokach Sokołowskiej Góry w Paśmie Jaworzyny Beskidu Sądeckiego, na obszarze Popradzkiego Parku Krajobrazowego.
Jest to położony na skalistym, osuwiskowym stoku rezerwat leśny. Potrzebę ochrony tego terenu doceniał już ówczesny właściciel tych terenów – hrabia Adam Stadnicki. Już w 1906 rozpoczął ochronę drzewostanu, a w 1924 utworzył rezerwat ścisły. Dzięki temu zachowały się tutaj stare okazy drzew. W 2010 ich wiek szacowano na 100–200 lat, a niektórych okazów nawet 300 lat. Po wojnie las stał się własnością Lasów Państwowych. Nie od razu jednak teren ten był objęty ochroną. Dopiero w 1957 status rezerwatu został potwierdzony zarządzeniem Ministra Leśnictwa i Przemysłu Drzewnego. Początkowo rezerwat miał powierzchnię zaledwie 2,26 ha. W 1983 r. zarządzeniem Ministra Leśnictwa i Przemysłu Drzewnego z dnia 4 lutego (Monitor Polski nr 5, poz. 35) został powiększony do 21,61 ha, a następnie do 44,57 ha.
Dominuje buczyna karpacka. Na niedostępnym skalnym urwisku jest też niewielki płat jaworzyny górskiej z miesiącznicą trwałą. Drzewostan tworzą głównie buki, jodły i jawory i wiązy. Sporadycznie tylko występuje świerk pospolity, który jest tak powszechny w Beskidach. Wysokość niektórych jodeł sięga 30 m, a średnica ich pnia 50 cm.
Liczne rozpadliny skalne, bogaty starodrzew, powalone pnie drzew i bogate runo leśne nadają temu miejscu wygląd pierwotnej puszczy. W runie leśnym występuje dość licznie paproć: wietlica samicza, nerecznica samcza, paprotka zwyczajna, rzadziej paprotnik Brauna i paprotnik kolczysty. Z roślin kwiatowych występują gatunki cienioznośne: tworząca całe łany miesiącznica trwała, marzanka wonna, niecierpek pospolity i kopytnik pospolity, rzadziej żywiec gruczołowaty i bulwkowaty, żywokost sercowaty, bodziszek cuchnący, kozłek trójlistkowy. Na bardziej naświetlonych miejscach występuje modrzyk górski. Z krzewów warto wymienić porzeczkę alpejską i wiciokrzewa czarnego. Ogółem stwierdzono występowanie około 75 gatunków roślin zielnych, 8 gatunków krzewów i 6 gatunków drzew.
Rezerwat znajduje się przy żółtym szlaku turystycznym z Hali Pisanej przez Sokołowską Górę, Wielki Groń i Szcząb do Frycowej.